# 神話作品
神話作品（Mythic fiction）泛指大量研習神話、民間傳說和童話，再進行延伸的作品而言。神話作品一般而言是介於文學作品和奇幻作品之間。

## 代表作品

### 希臘神話
- 超世紀封神榜
- 七海遊龍
- 聖鬥士星矢
- 戰神
- 波西傑克森

### 北歐神話
- 尼伯龍根的指環
- 雷神索爾
- 幸運女神
- 魔偵探洛基
- 仙境傳說
- 蒼穹之戰神

### 凯尔特神话、亞瑟王傳說
- 高文爵士與綠騎士
- 亞瑟之死
- 石中劍
- 阿瓦隆的迷霧
- 少年魔法師梅林

### 埃及神話
- 尼羅河的女兒
- 遊戲王
- 埃及守護神
- 盜墓迷城

### 印度神話、印度教
- 聖傳
- 天空戰記

### 中國神話、道教
- 西遊記
- 封神演義
- 軒轅劍系列
- 仙劍奇俠傳系列
- 夢幻遊戲
- 十二國記
- 山海封神榜 前傳 （页面存档备份，存于）
- 山海封神榜 第一部 （页面存档备份，存于）
- 山海封神榜 第二部 （页面存档备份，存于）
- 山海封神榜 正傳 （页面存档备份，存于）

### 日本神話、神道教
- 孔雀王
- 碧奇魂
- 犬夜叉
- 大神
- 神樣中學生
- 我家有個狐仙大人
- 蒼翼默示錄
- 機甲桃太郎
- 幪面超人電王

### 基督教
- 魔法禁書目錄

### 佛教
小和尚
阿雄与悉达多
鉴真大和尚

### 综合
- 獵獸神兵
- 女神轉生
- 三隻眼
- 鬼太郎
- 神話世紀
- 無雙OROCHI
- Fate/stay night
- Fate/Grand Order

* 山海封神榜 前傳 （页面存档备份，存于）
* 山海封神榜 第一部 （页面存档备份，存于）
* 山海封神榜 第二部 （页面存档备份，存于）
终末的女武神
在地下城尋求邂逅是否搞錯了什麼
恶魔高校

### 虚构神话
克苏鲁神话
光神话系列

## 相关
神话列表

## 外部連結
- The Endicott Studio Journal of Mythic Arts